# Феликс (герцог Аквитании)
Феликс (умер в 670) — патриций Тулузы, герцог Аквитании в 660—670 годах.

## Биография
Феликс считается первым независимым герцогом Аквитании: формально он был вассалом франков, но в действительности не подчинялся франкскому королю. Он объединил под своей властью герцогство Васкония и Аквитанию. Доказательства свидетельствуют о том, что его княжество было воссозданием государства Хариберта II. Последним известным герцогом перед Феликсом был Боггис.
Феликс присоединил Васконию к Аквитании, так как васконы часто поднимали восстания. Точно неизвестно, был ли Феликс независимым правителем, или официальное руководство осуществляли Меровинги. Так же существует мнение, что васконы были союзниками Аквитании, а не подданными. Во владения Феликса входили Бордо, Васкония (у Новемпопулании плохо определены приграничные территории на юге и северо-востоке) и Нарбоненсис (в том числе и Тулуза), но власть не распространяется на районы вдоль Средиземноморского побережья, которые остались под контролем вестготов, или Луары.
Феликса сменил Луп I. Вероятно, что это произошло около 670 года: Луп I председательствовал на синоде в Бордо в 673 году, хотя Феликс ещё правил в Аквитании в то время.